# Костино (Болгария)
Костино (болг. Костино) — село в Болгарии. Находится в Кырджалийской области, входит в общину Кырджали. Население составляет 248 человек.

## Политическая ситуация
В местном кметстве Костино, в состав которого входит Костино, должность кмета (старосты) исполняет Селим Иляз Юнуз (Движение за права и свободы (ДПС)) по результатам выборов правления кметства.
Кмет (мэр) общины Кырджали — Хасан Азис (Движение за права и свободы (ДПС)) по результатам выборов в правление общины.